# Pontius (Name)
Pontius ist ein alter Familienname und männlicher Vorname.

## Herkunft und Bedeutung
Pontius ist ein alter Familienname (nomen gentile) eines ursprünglich samnitischen Geschlechts. Später ist er für eine römische Familie bezeugt.

## Namensträger

### In der Antike
- Gaius Pontius, ein Feldherr der Samniten in der zweiten Hälfte des 4. Jahrhunderts v. Chr.
- Lucius Pontius Aquila, einer der Verschwörer bei der Ermordung Gaius Iulius Caesars
- Pontius Pilatus, der römische Statthalter in Judäa zur Zeit der Hinrichtung Jesu
- Gaius Petronius Pontius Nigrinus, römischer Konsul 37 n. Chr.
- Marcus Pontius Sabinus, römischer Suffektkonsul 153
- Marcus Pontius Laelianus Larcius Sabinus, römischer Statthalter
- Marcus Pontius Laelianus, römischer Konsul
- Titus Pontius Sabinus, römischer Offizier (Kaiserzeit)
- Pontius Asclepiodotus, römischer Statthalter
- Pontius von Cimiez, christlicher Märtyrer und Heiliger
- Pontius, Diakon und Schriftsteller in Karthago, Mitte des 3. Jahrhunderts
- Quintus Pontius Proculus Pontianus, römischer Konsul 238

### Im Mittelalter
- Raimund III. Pons, seit 924 Graf von Toulouse
- Pons von Toulouse, seit 1037 Graf von Toulouse
- Pontius von Melgueil († 1126), ab 1109 der siebte Abt von Cluny
- Johannes Pontius (1599/1603–1672/1673), irischer Franziskaner, bekannt als Johannes Poncius

### In der Gegenwart
- Alfred Pontius (1907–1948), deutscher Widerstandskämpfer gegen den Nationalsozialismus
- Chris Pontius (* 1974), US-amerikanischer Actionkünstler
- Chris Pontius (Fußballspieler) (* 1987), US-amerikanischer Fußballspieler
- Gudrun Pontius (1944–1999), deutsche Malerin und Grafikerin